# Kaplica ewangelicka w Cieszynie-Krasnej
Kaplica ewangelicka w Cieszynie-Krasnej – ewangelicka kaplica cmentarna w Cieszynie, w dzielnicy Krasna w województwie śląskim w Polsce.

## Historia
Ewangelicy z Krasnej należeli do parafii w Cieszynie od momentu jej powstania. Odległość od Kościoła Jezusowego i tamtejszego cmentarza powodowała trudności szczególnie dla organizacji pogrzebów oraz troszczenia się o groby. W związku z tym 5 kwietnia 1908 roku odbyło się zebranie miejscowych parafian odnośnie do budowy własnego cmentarza z kaplicą. Na zebraniu powołano Wydział Cmentarny, a Jan Mendrok ofiarował pole potrzebne pod budowę. Zebrano również środki finansowe i zawiązano Komitet Budowy Kaplicy.
Kolejne zebranie miało miejsce 5 listopada 1910 roku. Ustalono wtedy konieczność postawienia kaplicy, na którą środki zgromadzone zostaną poprzez składki wiernych oraz przekazanie części pieniędzy zebranych podczas poprzedniego zgromadzenia. Budowa była w większości prowadzona przez samych parafian, zajmowali się oni także wypalaniem cegły. Po zakończeniu prac zadbano o wyposażenie świątyni. W późniejszych latach na wieży zamontowano dwa dzwony o wadze 400 kg i 250 kg, które podczas I wojny światowej zostały zajęte i przetopione na kule armatnie.
W kaplicy cmentarnej nabożeństwa odbywały się jedynie z okazji Pamiątki Założenia, Dziękczynnego Święta Żniw i pogrzebów. Parafianie nadal uczęszczali do Kościoła Jezusowego.
Obecnie kaplica należy w dalszym ciągu do Parafii Ewangelicko-Augsburskiej w Cieszynie. Nabożeństwa odbywają się co dwa tygodnie oraz z okazji świąt parafialnych.